# Komorní soud
Komorní soud byl centrální soud pro všechny země Koruny české, který zasedal v královské komoře, což mu dalo i jeho název. Vznikl koncem 14. století a předsedal mu nejdříve český král, postupně však na něm získala převahu šlechta a předsedou se stal nejvyšší hofmistr. Dále zde zasedalo zpravidla 12 přísedících, kteří se účastnili i zasedání dvorského soudu, jenž se obvykle konal před ním. Oba soudy byly také nakonec během josefínských reforem roku 1783 společně zrušeny.
Kompetence komorního soudu se překrývaly s dalšími soudy, nemohl ovšem soudit spory o svobodné šlechtické statky, tato agenda náležela jen zemskému soudu. Zemský soud se také, i přes postupný převažující vliv vyšší šlechty na komorní soud, stal dominujícím. Komorní soud dále přišel o agendu hrdelních zločinů, spory o čest nebo porušení zemského míru, která náležela soudu zemských hejtmanů, a to až do roku 1534, kdy byly oba soudy spojeny. Výslovně mu příslušelo např. rušení držby, nedodržení smlouvy, dědické spory, krádeže, pytláctví, stížnosti poddaných proti vrchnosti nebo spory mezi šlechtou a městy. Po vytvoření apelačního soudu mu odpadlo rozhodování o stížnostech proti jednání městských soudů, naopak získal pravomoc revidovat rozhodnutí tohoto soudu a také vyřizovat supliky vůči nepřítomnému panovníkovi. Soudil navíc i urážky jeho majestátu (crimen laesae maiestatis). Řízení bylo u komorního soudu podobné jako u zemského soudu. Územní působnost komorního soudu byla nicméně Vladislavským zřízením zemským omezena jen na Čechy, až Ferdinand I. obnovil jeho původní územní dosah. Ačkoli na něm český král nakonec opět získal převahu, přesto je Viktorinem Kornelem ze Všehrd počítán ke stavovským soudům.